# Gonzalo Colsa
Gonzalo Colsa Albendea (El Trenti de Ramales) (Santander, Cantabria; 2 de abril de 1979) es un exfutbolista y entrenador español. Jugaba como centrocampista y su último equipo como segundo entrenador fue la Sociedad Deportiva Ponferradina. Fue 2 entrenador junto a Pedro Munitis.Actualmente dirige la cantera del Real Racing Club de Santander, equipo en el que jugó la mayor parte de su carrera y que milita en la Segunda División de España. También ha ejercido como político en el Partido Regionalista de Cantabria.

## Trayectoria
Empezó su trayectoria profesional en el mundo deportivo en el equipo filial del Racing hasta mediados de la temporada 1997-98 en que pasa a formar parte de la primera plantilla. Debuta en primera el 22 de febrero de 1998 en el partido Real Club Deportivo Mallorca 2-Racing 1. Con el Racing de Santander juega cuatro temporadas aunque seis meses lo hace cedido en el Club Deportivo Logroñés, hasta que en 2001 ficha por el Atlético de Madrid donde juega una temporada consiguiendo para este club el ascenso a primera.
La temporada siguiente fue cedido al Valladolid, donde juega 37 partidos de liga y marca cinco goles, y en la siguiente lo hace por el Mallorca jugando 32 partidos de liga marcando tres goles con este equipo, también juega 5 partidos de Copa de la UEFA.
En 2004 regresa al Atlético de Madrid y en su última temporada en este equipo 2005-06 disputó 15 encuentros de liga marcando un gol.
En la temporada 2006-07 regresó al equipo de su tierra el Racing donde militó hasta 2012
Desde mediados de la temporada 2006-07, y hasta finalizar la 2007-08 ha jugado en todos los partidos oficiales disputados, bien saliendo de titular o como suplente, y en la segunda temporada de esta etapa ha conseguido llegar hasta semifinales de la Copa del Rey y la clasificación para la Copa de la UEFA, ambos logros inéditos en la historia del Racing.
En la temporada 2008-09 fue uno de los capitanes del equipo racinguista. En esta temporada luce en su camiseta una P en homenaje a su padre Pepe fallecido el año anterior. En esta temporada jugó grandes partidos, cayendo eliminados con su club en la liguilla de la UEFA, pero, realizando grandes acciones individuales, como un gol desde treinta metros al Paris Saint Germain. En la 2009-10 vuelve a ser uno de los cuatro capitanes del Racing. El 21 de enero de 2010, marcó un gol semejante al que le marcó al PSG, lo que le sirvió al Racing imponerse al Osasuna por 2-1 en la ida de los cuartos de la Copa del Rey. 
El 7 de julio del 2012 el jugador ficha por el CD Mirandés en la temporada 2012-13. Su etapa en el C. D. Mirandés termina, al rescindir su contrato en el mercado de invierno, jugando un total de 105 minutos, en competición oficial.

## Reconocimientos
En su nombre el 29 de mayo de 2008 se funda una peña en su pueblo, llamada "Peña Racinguista de Ramales Gonzalo Colsa", contando en la biblioteca municipal con la asistencia del mismo jugador y Pedro Munitis, el alcalde de Ramales, el presidente del Racing, Francisco Pernía y otras autoridades racinguistas. El 17 de agosto de 2008 dicha peña le hizo entrega del trofeo al jugador más destacado de la campaña.
El 27 de octubre de 2008 fue premiado con el Trofeo Chisco.

### Selección nacional
Fue internacional con los equipos inferiores de la selección de fútbol de España. También fue convocado con la selección de fútbol de Cantabria en diversas ocasiones.

## Clubes
| Club                            | País   | Temporada | Parts. | Goles |
| ------------------------------- | ------ | --------- | ------ | ----- |
| Real Racing Club de Santander B | España | 1997-98   | 28     | 5     |
| Real Racing Club de Santander   | España | 1997-98   | 2      | 0     |
| Real Racing Club de Santander   | España | 1998-99   | 3      | 0     |
| Club Deportivo Logroñés         | España | 1998-99   | 5      | 0     |
| Real Racing Club de Santander   | España | 1999-00   | 21     | 0     |
| Real Racing Club de Santander   | España | 2000-01   | 25     | 3     |
| Club Atlético de Madrid         | España | 2001-02   | 18     | 0     |
| Real Valladolid C. F.           | España | 2002-03   | 42     | 7     |
| Real Club Deportivo Mallorca    | España | 2003-04   | 38     | 2     |
| Club Atlético de Madrid         | España | 2004-05   | 37     | 3     |
| Club Atlético de Madrid         | España | 2005-06   | 15     | 1     |
| Real Racing Club de Santander   | España | 2006-07   | 38     | 4     |
| Real Racing Club de Santander   | España | 2007-08   | 46     | 2     |
| Real Racing Club de Santander   | España | 2008-09   | 43     | 4     |
| Real Racing Club de Santander   | España | 2009-10   | 37     | 4     |
| Real Racing Club de Santander   | España | 2010-11   | 33     | 2     |
| Club Deportivo Mirandés         | España | 2012-13   | 1      | 0     |

## Títulos
| Título                   | Equipo                              | País   | Año  |
| ------------------------ | ----------------------------------- | ------ | ---- |
| Campeón del Mundo Sub-20 | Selección española de fútbol Sub-20 | España | 1999 |